# Let's Get It On
| 전문가 평가                   | 전문가 평가 |
| 평가 점수                     | 평가 점수   |
| 출처                          | 점수        |
| ----------------------------- | ----------- |
| AllMusic                      | [ 1 ]       |
| Chicago Tribune               | [ 2 ]       |
| Christgau's Record Guide      | A−          |
| Encyclopedia of Popular Music | [ 4 ]       |
| Music Story                   | [ 5 ]       |
| MusicHound R&B                | 4/5         |
| Q                             | [ 7 ]       |
| The Rolling Stone Album Guide | [ 8 ]       |

《Let's Get It On》은 미국의 솔 가수, 작곡가, 프로듀서 마빈 게이의 열세 번째 스튜디오 음반이다. 1973년 8월 28일 모타운 레코드 자회사 레이블 타믈라가 발매했다.
음반 녹음 세션은 1970년 6월부터 1973년 7월까지 미국 디트로이트의 히츠빌과 골든 월드 스튜디오, 로스앤젤레스의 히츠빌 웨스트에서 열렸다. 게이의 펑크 장르와 로맨스 테마 음악 첫 벤처로 활동한 《Let's Get It On》은 부드러운 솔, 두왑, 콰이어트 스톰가 녹아있다. 성적으로 선정적인 가사로 비평가들에게 주목받았고, 한 작가가 "지금까지 녹음한 음반 중 가장 성적으로 충실한 음반 중 하나"라고 언급했다.
사회적으로 인지도가 높은 음반 《What's Going On》(1971년)의 획기적인 성공에 이어 《Let's Get It On》은 게이를 섹스 아이콘으로 자리매김시키는 데 일조하며 그의 주류적 매력을 더욱 부각시켰다. 이 음반은 타이틀곡인 〈Come Get to This〉와 〈You Sure Love to Ball〉을 프로듀싱하여 《빌보드》 차트의 성공을 거두었다. 《Let's Get It On》은 게이의 음반 활동에서 가장 상업적으로 성공한 음반이 되었으며, 모타운과의 재임 기간 동안 그의 창작 통제력을 더욱 넓혔다. 게이의 성적인 발라드, 게이의 보컬의 멀티트랙, 매혹적이고 펑크적인 사운드가 후기 R&B 아티스트와 제작에 영향을 미쳤다.
이 음반은 많은 음악 작가와 비평가들에 의해 솔 음악에서 획기적인 녹음으로 여겨져 왔다. 1970년대 펑크 음악의 인기를 모았고, 부드러운 솔 사운드는 "모타운 사운드" 공식으로 그의 레코드 레이블의 이전 성공에 변화를 주었다. 《Let's Get It On》은 많은 비평가들과 출판물들의 역대 최고의 음반 목록에 올랐다. 2001년에는 모타운 레코드에서 2디스크 디럭스 에디션 발매로 재발행되었다.

## 마케팅 및 판매
1973년 8월 28일 발매된 《Let's Get It On》은 게이의 이전 스튜디오 노력인 《What's Going On》을 능가하여 모타운과의 재임 기간 중 베스트셀러 음반으로 선정되었다. 이 음반은 롤링 스톤스의 《Goats Head Soup》(1973년)에 이어 미국 빌보드 200 차트에서 2위를 정점을 찍었고, 《케시박스》에서도 1주일간 1위를 기록했으며, 《레코드 월드》 음악 차트에서도 2주간 1위를 차지했다. 《Let's Get It On》은 《빌보드》 차트에서 61주 동안 차트 1위를 지켰고, 11주 동안 《빌보드》 솔 음반 1위를 지키며 1973년 베스트셀러 솔 음반이 됐다.
이 음반의 싱글 중 두 곡은 게이의 미국 싱글 2위에 오른 〈Let's Get It On〉과 차트 23위에 정점을 찍은 30위권 히트곡 〈Come Get to This〉 등 빌보드 핫 100의 40위권에 진입했다. 이 음반의 세 번째 싱글인 You Sure Love to Ball은 핫 100에서 50위, 솔 싱글 차트에서 13위를 기록했다. 음반의 음악, 성적인 내용과 함께, 《Let's Get It On》의 상업적 성공과 승진은 마빈 게이가 모타운에 있는 동안 그의 예술적 통제력을 더욱 확장하는 데 도움을 주었다. 이러한 상업적 성공은 또한 게이가 Let's Get It On을 홍보하고 라이브 공연자로서 레퍼토리를 확장하기 위해 널리 알려진 투어로 이어졌다. 이 음반의 소재에 대한 성공적인 콘서트는 게이가 팝 시장에서 점점 더 많은 인기와 팬 층을 얻는 데 도움을 주었고, 게이는 당대 최고의 라이브 공연자 중 한 명이라는 명성을 얻게 되었다. 1973년~1974년 투어 동안 오클랜드 콜리시엄에서 보여준 그의 공연은 1974년 LP 《Live!》를 통해 발표되었는데, 이는 1970년대 중반 게이가 안식년 기간 동안 유일하게 발매된 것이 될 것이다.

## 곡 목록
| #  | 제목                                     | 작사·작곡                | 재생 시간 |
| -- | ---------------------------------------- | ------------------------ | --------- |
| 1. | 〈Let's Get It On〉                      | 마빈 게이, 에드 타운젠드 | 4:44      |
| 2. | 〈Please Don't Stay (Once You Go Away)〉 | 게이, 타운젠드           | 3:57      |
| 3. | 〈If I Should Die Tonight〉              | 게이, 타운젠드           | 3:57      |
| 4. | 〈Keep Gettin' It On〉                   | 게이, 타운젠드           | 3:12      |

| #  | 제목                           | 작사·작곡                           | 재생 시간 |
| -- | ------------------------------ | ----------------------------------- | --------- |
| 1. | 〈Come Get to This〉           | 게이                                | 2:40      |
| 2. | 〈Distant Lover〉              | 게이, 그웬 고디 후쿠아, 산드라 그린 | 4:15      |
| 3. | 〈You Sure Love to Ball〉      | 게이                                | 4:43      |
| 4. | 〈Just to Keep You Satisfied〉 | 게이, 안나 고디 게이, 엘지 스토버   | 4:35      |